# یوسف یاسکه
یوسف یاسکه (به کردی: یۆسف یاسکە یا یۆسۆ یاسکە) شاعر کرد سده شانزده و هفدهم کرد است. وی به همراه بیسارانی به عنوان یکی از اعضای اولیه مکتب شعر گورانی به‌شمار می‌رود که پس از ملا پریشان شعر کردی نوشته‌است. محتوای شعر او دربارهٔ عشق و طبیعت است و اشعارش از نظر فرم شبیه بقیه اشعار مکتب شعری گورانی است. در مورد زندگی شخصی او اطلاعات کمی در دسترس است. او در زمان سلسله اردلان می‌زیسته و در سال ۱۶۳۶ درگذشته است.